# رافائل کاماچو
رافائل کاماچو (انگلیسی: Rafael Camacho؛ زادهٔ ۲۲ مهٔ ۲۰۰۰) بازیکن فوتبال اهل پرتغال است.
از باشگاه‌هایی که در آن بازی کرده‌است می‌توان به باشگاه فوتبال لیورپول اشاره کرد.
وی همچنین در تیم‌های ملی فوتبال زیر ۱۶، ۱۷ و ۱۸ سال پرتغال بازی کرده‌است.